# Erika Höghede
Erika Katharina Höghede, född 21 augusti 1963 i Sollefteå, Ångermanland, är en svensk skådespelare.
Höghede växte upp i Sollefteå, Huskvarna, Bålsta och i Uppsala och läste teatervetenskap vid Stockholms universitet 1983–1984. Hon började studera vid Teaterverkstan i Stockholm, därefter fortsatte hon utbildningen vid Teatret Cantabile Due i Köpenhamn. I Sverige har hon varit engagerad på Sveriges Television, Utbildningsradion, Teater Pero, Boulevardteatern, Orionteatern och Teater Giljotin med mera. Höghede har medverkat i ett stort antal TV- och teaterproduktioner för barn och vuxna sedan 1997. Hon har skrivit och är en av upphovskvinnorna till barnprogrammen Bella och Theo (SVT) 1994–2005 och till Cirkuskiosken (UR/SVT) 2008–2011. 
Sedan 2010 är Höghede adjunkt på Stockholms dramatiska högskola.

## Filmografi
- 1994 – Oxhunger
- 1995 – Älskar, älskar inte
- 1995 – Petri tårar
- 1996 – Charlies trädgård (TV-serie)
- 1996 – Sista körningen
- 1996 – Kalle Blomkvist – Mästerdetektiven lever farligt
- 1997 – Rederiet (TV-serie)
- 1997 – Skärgårdsdoktorn (TV-serie)
- 1998 – Veranda för en tenor
- 1998 – S:t Mikael (TV-serie)
- 2000 – Brottsvåg (TV-serie)
- 2000 – Det grovmaskiga nätet
- 2002 – Välkommen till Tomas & Jill
- 2003 – Håll käften
- 2004 – Linné och hans apostlar (TV-serie)
- 2005 – Kommissionen (TV-serie)
- 2005 – Livet enligt Rosa (TV-serie)
- 2006 – Beck – Advokaten
- 2006 – Beck – Gamen
- 2007 – Höök (TV-serie)
- 2008 – Sthlm (TV-serie)
- 2010 – Drottningoffret (TV-serie)
- 2010 – Cirkuskiosken (TV-serie)
- 2013 – Äkta människor (TV-serie)

## Teater

### Roller (ej komplett)
| År   | Roll   | Produktion                          | Regi         | Teater          |
| ---- | ------ | ----------------------------------- | ------------ | --------------- |
| 2003 | Annika | Den perfekte mannen Inger Edelfeldt | Kia Berglund | Teater Giljotin |